# San Pedro megye (Paraguay)
San Pedro egy megye Paraguayban. A fővárosa San Pedro de Ycuamandiyú.

## Földrajz
Az ország középső részén található. Megyeszékhely: San Pedro de Ycuamandiyú

## Települések
18 szervezeti egységre oszlik:
1. Antequera
2. Capiibary
3. Choré
4. General Elizardo Aquino
5. General Isidoro Resquín
6. Guayaibí
7. Itacurubí del Rosario
8. Lima
9. Nueva Germania
10. San Estanislao
11. San Pablo
12. San Pedro del Ycuamandiyú
13. Santa Rosa del Aguaray
14. Tacuatí
15. Unión
16. Veinticinco de Diciembre
17. Villa del Rosario
18. Yataity del Norte